# Ligue 2
Ligue 2 (od sezonu 2020/21 marketingowa nazwa: Ligue 2 BKT) – druga w hierarchii klasa męskich ligowych rozgrywek piłkarskich we Francji, będąca jednocześnie drugim szczeblem centralnym (II poziom ligowy), utworzona w 1933 r. i zarządzana przez Ligue de football professionnel (LFP), a wcześniej przez Francuski Związek Piłki Nożnej (FFF). Zmagania w jej ramach toczą się cyklicznie (co sezon) systemem kołowym „jesień-wiosna” i przeznaczone są dla 20 profesjonalnych drużyn klubowych. Jej triumfator uzyskuje awans do Ligue 1, zaś najsłabsze zespoły relegowane są do Championnat National (III ligi francuskiej).

## Historia
Pierwowzorem rozgrywek drugiego szczebla we Francji były – przeprowadzone w 1896 r. – rozgrywki o piłkarskie mistrzostwo Paryża, których zwycięzca awansował do fazy finałowej amatorskich mistrzostw Francji, organizowanych przez federację USFSA.
Jednak faktyczne powstanie francuskiej II ligi – wiąże się z założeniem Première Division w 1932 r. Już rok później utworzono w Paryżu drugą w historii francuskiego futbolu profesjonalną ligę piłkarską pod nazwą Division Interrégionale, zaś jej pierwszą edycję przeprowadzono w sezonie 1933/34 (w dwóch grupach: północnej i południowej). Wzięły w niej udział 24 drużyny, wśród których znalazło się sześciu spadkowiczów z pierwszej edycji Première Division (1932/33) oraz zespoły kilku klubów, które rok wcześniej były przeciwne przystąpieniu do Première Division (m.in. RC Strasbourg, Amiens AC, Le Havre AC, czy RC Roubaix). W trakcie zmagań z rozgrywek wycofały się FAC Nicea i US Suisse Paris. Pierwszymi zwycięzcami swoich grup zostały: Red Star Paryż i Olympique Alès, a w rozegranym następnie meczu barażowym lepsi 3:2 okazali się paryżanie. W 1970 r. liga zmieniała nazwę na National, a w 1972 r. na Division 2 (w skrócie D2). W 2002 r. przemianowano ją na Ligue 2 (w skrócie L2) i pod tą nazwą rozgrywana jest od edycji 2002/03. Od sezonu 1970/71 do 1991/92 mogły w niej uczestniczyć zarówno kluby profesjonalne, jak i półzawodowe. Od edycji 1993/94 do gry w II lidze francuskiej dopuszczane są już wyłącznie kluby o statusie profesjonalnym. Od sezonu 1998/99 występuje w niej 20 drużyn. Dwie najlepsze w końcowej tabeli uzyskują awans do Ligue 1, a trzecia drużyna gra baraż z 18. drużyną Ligue 1, zaś dwie ostatnie są relegowane do Championnat National, a 18. drużyna gra baraż z 3. drużyną Championnat National.
W swej historii prowadziła rozgrywki w jednej grupie (sezony: 1934/35 – 1938/39, 1946/47 – 1969/70 i od 1993/94 do teraz), dwóch grupach (sezony: 1933/34, 1945/46, 1972/73 – 1992/93), trzech grupach (sezony: 1970/71 – 1971/72), jak i czterech grupach (sezon 1937/38).
Począwszy od sezonu 2016/17 Ligue 2 posiada sponsorów tytularnych rozgrywek. W latach 2016–2020 był nim Domino’s Pizza, w związku z czym marketingowa nazwa brzmiała Domino’s Ligue 2, zaś od 2020 r. jest to Balkrishna Industries (marketingowa nazwa: Ligue 2 BKT).

## Uczestnicy w sezonie 2021/22
| Klub                   | Miasto                | Stadion                | Pojemność |
| ---------------------- | --------------------- | ---------------------- | --------- |
| AC Ajaccio             | Ajaccio               | Stade François Coty    | 10 446    |
| Amiens SC              | Amiens                | Stade de la Licorne    | 12 097    |
| AJ Auxerre             | Auxerre               | Stade l’Abbé-Deschamps | 21 379    |
| SC Bastia              | Furiani               | Stade Armand Cesari    | 16 078    |
| SM Caen                | Caen                  | Stade Michel d’Ornano  | 21 215    |
| Dijon FCO              | Dijon                 | Stade Gaston Gérard    | 15 995    |
| USL Dunkerque          | Dunkirk               | Stade Marcel-Tribut    | 4200      |
| Grenoble Foot 38       | Grenoble              | Stade des Alpes        | 20 068    |
| En Avant de Guingamp   | Guingamp              | Stade du Roudourou     | 18 378    |
| Le Havre AC            | Hawr                  | Stade Océane           | 25 178    |
| AS Nancy               | Tomblaine             | Stade Marcel Picot     | 20 087    |
| Nîmes Olympique        | Nîmes                 | Stade des Costières    | 18 482    |
| Chamois Niortais FC    | Niort                 | Stade René Gaillard    | 10 886    |
| Paris FC               | Paryż (13. dzielnica) | Stade Charléty         | 20 000    |
| Pau FC                 | Pau                   | Nouste Camp            | 4031      |
| Rodez AF               | Rodez                 | Stade Paul-Lignon      | 5955      |
| US Quevilly-Rouen      | Rouen                 | Stade Robert Diochon   | 12 018    |
| FC Sochaux-Montbéliard | Montbéliard           | Stade Auguste Bonal    | 20 005    |
| Toulouse FC            | Tuluza                | Stadium de Toulouse    | 33 150    |
| Valenciennes FC        | Valenciennes          | Stade du Hainaut       | 25 172    |

## Triumfatorzy Ligue 2
- 1933/1934 – Red Star Paryż
- 1934/1935 – FC Metz
- 1935/1936 – FC Rouen
- 1936/1937 – Olympique Marsylia
- 1937/1938 – RC Lens
- 1938/1939 – Red Star Paryż
- 1939–1945 – przerwa w rozgrywkach z powodu II wojny światowej
- 1945/1946 – FC Nancy
- 1946/1947 – FC Sochaux-Montbéliard
- 1947/1948 – OGC Nice
- 1948/1949 – RC Lens
- 1949/1950 – Nîmes Olympique
- 1950/1951 – Olympique Lyon
- 1951/1952 – Stade Français Paryż
- 1952/1953 – Toulouse FC
- 1953/1954 – Olympique Lyon
- 1954/1955 – CS Sedan
- 1955/1956 – Stade Rennais
- 1956/1957 – Olympique Alès
- 1957/1958 – FC Nancy
- 1958/1959 – Le Havre AC
- 1959/1960 – Grenoble Foot
- 1960/1961 – Montpellier Hérault SC
- 1961/1962 – Grenoble Foot
- 1962/1963 – AS Saint-Étienne
- 1963/1964 – Lille OSC
- 1964/1965 – OGC Nice
- 1965/1966 – Stade de Reims
- 1966/1967 – AC Ajaccio
- 1967/1968 – SC Bastia
- 1968/1969 – SCO Angers
- 1969/1970 – OGC Nice
- 1970/1971 – Paris Saint-Germain
- 1971/1972 – Valenciennes FC
- 1972/1973 – RC Lens
- 1973/1974 – Lille OSC
- 1974/1975 – AS Nancy
- 1975/1976 – SCO Angers
- 1976/1977 – RC Strasbourg
- 1977/1978 – Lille OSC
- 1978/1979 – FC Gueugnon
- 1979/1980 – AJ Auxerre
- 1980/1981 – Stade Brestois
- 1981/1982 – Toulouse FC
- 1982/1983 – Stade Rennais FC
- 1983/1984 – Tours FC
- 1984/1985 – Le Havre AC
- 1985/1986 – RC Paryż
- 1986/1987 – Montpellier Hérault SC
- 1987/1988 – RC Strasbourg
- 1988/1989 – Olympique Lyon
- 1989/1990 – AS Nancy
- 1990/1991 – Le Havre AC
- 1991/1992 – Girondins Bordeaux
- 1992/1993 – FC Martigues
- 1993/1994 – OGC Nice
- 1994/1995 – Olympique Marsylia
- 1995/1996 – SM Caen
- 1996/1997 – LB Châteauroux
- 1997/1998 – AS Nancy
- 1998/1999 – AS Saint-Étienne
- 1999/2000 – Lille OSC
- 2000/2001 – FC Sochaux-Montbéliard
- 2001/2002 – AC Ajaccio
- 2002/2003 – Toulouse FC
- 2003/2004 – AS Saint-Étienne
- 2004/2005 – AS Nancy
- 2005/2006 – Valenciennes FC
- 2006/2007 – FC Metz
- 2007/2008 – Le Havre AC
- 2008/2009 – RC Lens
- 2009/2010 – SM Caen
- 2010/2011 – Évian Thonon Gaillard
- 2011/2012 – SC Bastia
- 2012/2013 – AS Monaco
- 2013/2014 – FC Metz
- 2014/2015 – Troyes AC
- 2015/2016 – AS Nancy
- 2016/2017 – RC Strasbourg
- 2017/2018 – Stade de Reims
- 2018/2019 – FC Metz
- 2019/2020 – FC Lorient
- 2020/2021 – Troyes AC
- 2021/2022 – Toulouse FC
- 2022/2023 – Le Havre AC
- 2023/2024 – AJ Auxerre